# كلاوديو بيريز (دراج)
كلاوديو بيريز (بالإسبانية: Claudio Pérez)‏ هو دراج فنزويلي، ولد في 1 مارس 1957.

## وصلات خارجية
- كلاوديو بيريز على موقع أوليمبيديا (الإنجليزية)